# Annamaria Furlan
Annamaria Furlan (ur. 24 kwietnia 1958 w Genui) – włoska działaczka związkowa, od 2014 do 2021 sekretarz generalny Włoskiej Konfederacji Pracowniczych Związków Zawodowych (CISL), senator.

## Życiorys
Od początku lat 80. etatowa działaczka związkowa związana z federacją CISL. Zaczynała jako przedstawicielka związku zawodowego Silulap reprezentującego pracowników sektora pocztowego, była jego sekretarzem w prowincji i regionie. Później obejmowała stanowiska w CISL – sekretarza ds. organizacyjnych w Ligurii (1990), sekretarza generalnego w Genui (1997) i sekretarza generalnego w regionie (2000). W 2002 powołana na sekretarza konfederacji, na stanowisku tym zajmowała się m.in. sektorem usług. W czerwcu 2014 została zastępczynią sekretarza generalnego CISL, a w październiku tegoż roku stanęła na czele całej organizacji jako jej sekretarz generalny. Pełniła tę funkcję do lutego 2021.
W 2022 z ramienia Partii Demokratycznej została wybrana w skład Senatu XIX kadencji.